# H/S Sirena
H/S Sirena var en bärplansbåt byggd 1960 av varvet Rodriques Cantieri Navale i Messina, Italien. Fartyget levererades i maj 1960 till Finska Ångfartygs Ab i Helsingfors, Finland och var under sommarsäsongerna mellan 1960 och 1966 insatt i trafik mellan Stockholm och Mariehamn.
Fartyget tog 95 passagerare och hennes två Daimler-Benz dieslar med en effekt på 2 700 hk gav henne en hastighet på 36 knop. Tack vare en dispens från hastighetsbegränsningar i Stockholms skärgård kunde Sirena gå med full fart från Mariehamns Västerhamn till Skeppsbron i Stockholm på 2 timmar och 30 minuter. Under hösten 1960 kördes turer i Öresund mellan Malmö och Köpenhamn från september till november på linjen som senare skulle bli Flygbåtarna där överfartstiden var omkring 35 minuter.

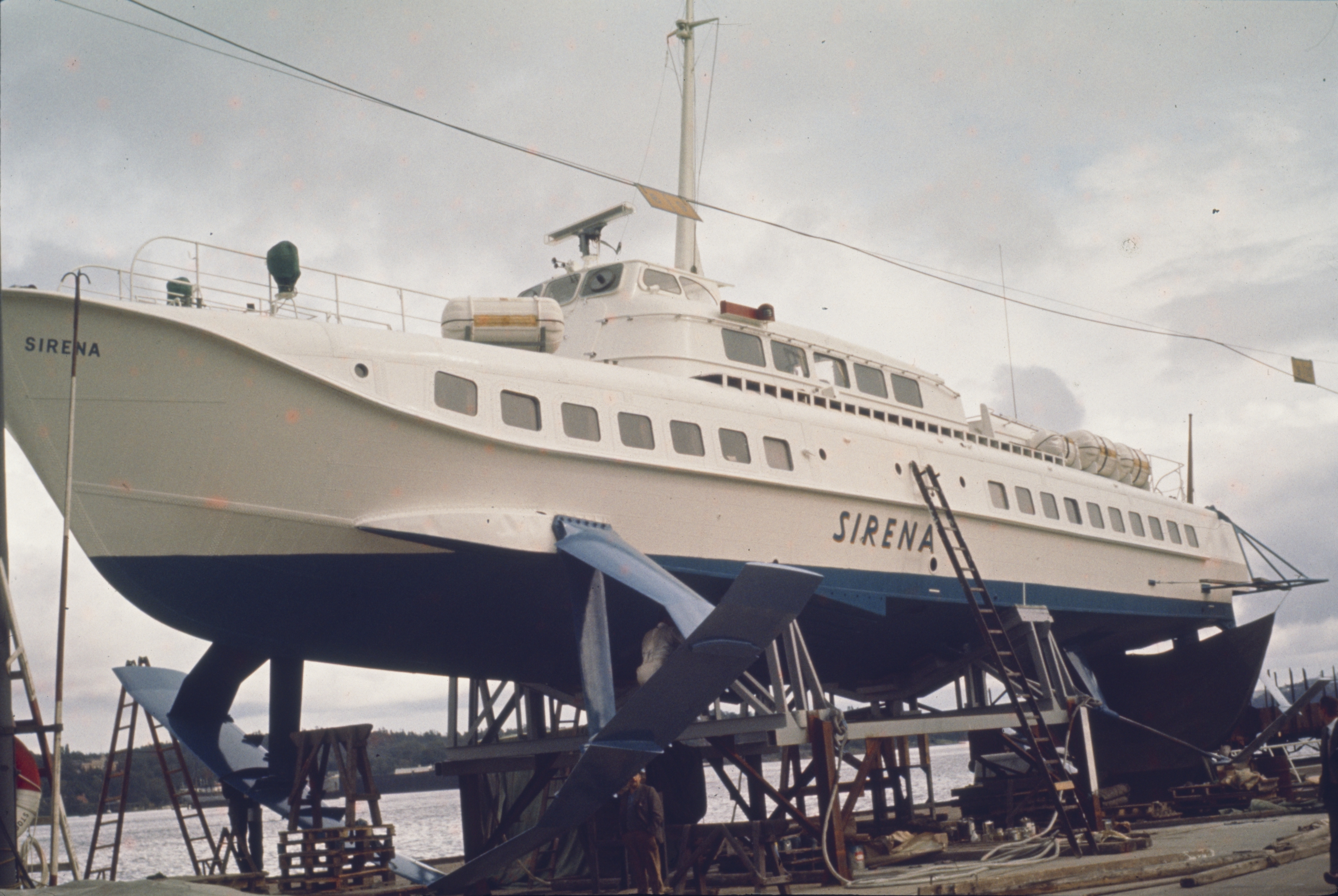
Sirena upplagd, troligtvis på Finnboda Varv.

Fartyget hade många missöden och haverier och höll på att haverera när hon körde på en stock nära Furusund.[källa behövs] 1967 såldes fartyget till Societa Aliscafi Sud S.P.A i Trapani, Italien och döptes om till Freccia Atlantica. 1972 överfördes hon till Aliscafi SNAV i Messina och gick mellan Milazzo och Lipari till 1995 då hon togs ur trafik och skrotades.